# Fezouata
Fezouata (franska: Fezouata (CR), Fezouata (Commune Rurale), arabiska: الروحا) är en kommun i Marocko.   Den ligger i provinsen Zagora och regionen Drâa-Tafilalet, i den östra delen av landet, 400 km söder om huvudstaden Rabat. Antalet invånare är 8 281.